# Chiesa di Santa Teresa (Scicli)

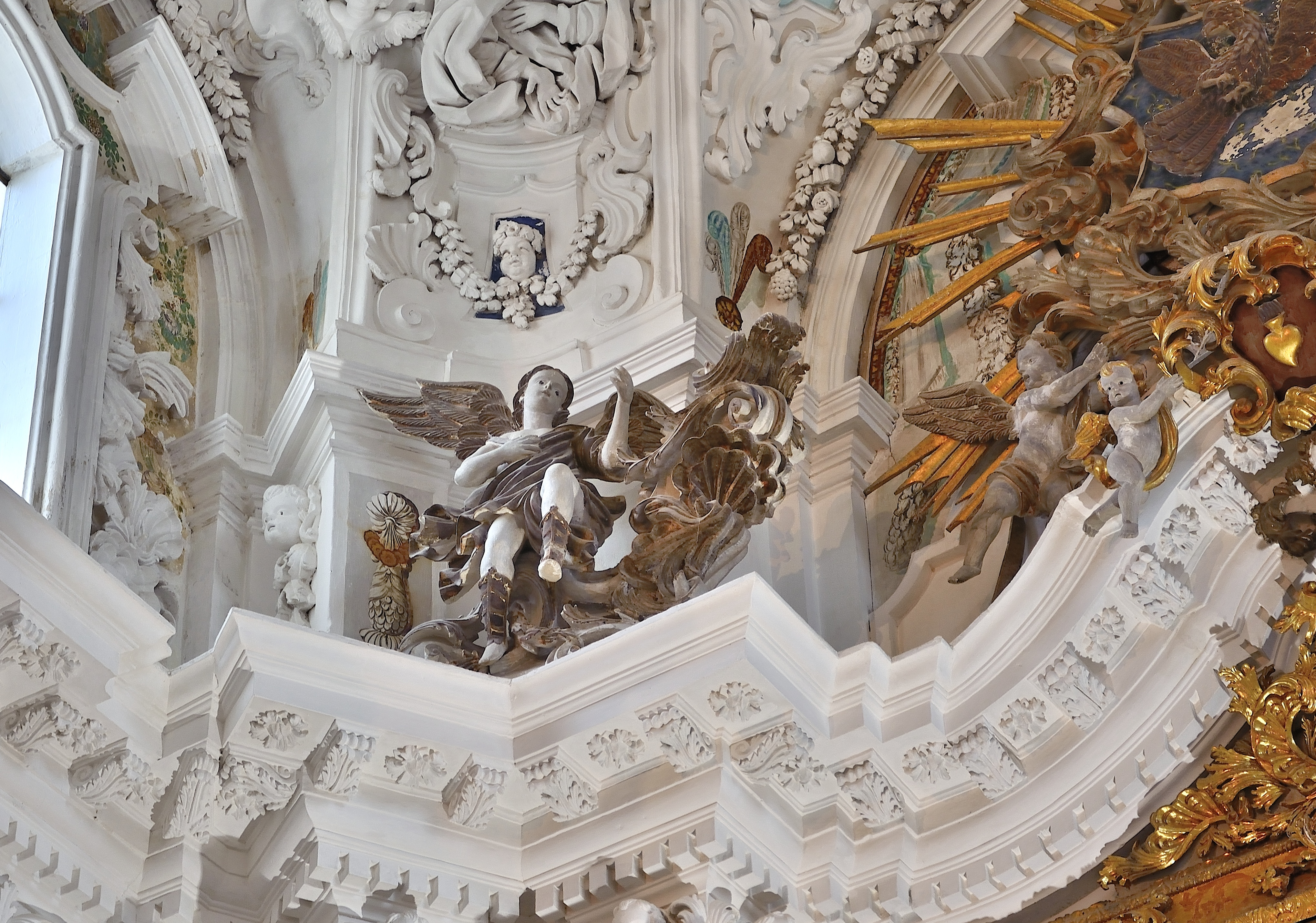
Apparato decorativo in stucco presso l'abside, 2013

La chiesa di Santa Teresa d'Avila e il primitivo convento dell'Ordine carmelitano costituiscono un aggregato religioso ubicato lungo via Francesco Mormino Penna, nel centro storico di Scicli, nel Libero consorzio comunale di Ragusa.

## Storia

### Epoca spagnola
Il tempio sotto il titolo di Santa Chiara era annesso al convento seicentesco eretto sotto la regola delle Carmelitane Scalze. 
Nel 1673 alla comunità religiosa fu estesa la clausura. La via Santa Teresa divideva l'aggregato carmelitano dalla vicina struttura a levante, il monastero delle religiose canonichesse dell'Ordine agostiniano di Valverde facente capo alla chiesa di San Michele Arcangelo.
Il terremoto del Val di Noto del 1693 distrugge le strutture della primitiva istituzione. Nei primi decenni del 1700 fu edificata una piccola chiesa, ma la fabbrica risultò precaria e la chiesetta fu abbattuta, per essere ricostruita e perfezionata nelle forme attuali, secondo un progetto di Girolamo Iacitano. Gli interni furono rifiniti tra il 1755 e il 1762 con un apparato decorativo in gesso e stucchi, opere di Pietro Cultraro.

### Epoca contemporanea
La chiesa è stata chiusa al culto nel 1950. Nel 1960 il vescovo di Noto la cedette al Comune. Il monastero è di proprietà privata.
Adibita a museo, ospita e custodisce alcuni splendidi affreschi cinquecenteschi provenienti dall'ex complesso di Santa Maria della Croce dell'Ordine dei frati minori osservanti e di altri brani settecenteschi portati qui dal convento dell'Ordine dei frati minori cappuccini di Scicli.

## Esterno
La chiesa presenta un prospetto rettangolare delimitato da due paraste concave di ordine tuscanico collocate su alti plinti - cantonali. La prospettiva si chiude in alto con un loggiato a tre luci, affiancato sulla destra dalla cella campanaria.
Il portale d'ingresso in conci costituito da lesene con architrave, è sovrastato da una finestra quadribolata finemente lavorata, con balaustra sottostante e rosoni floreali ai quattro angoli.
Nella controfacciata è addossata una grande cantoria contraddistinta da due volte a crociera, una nel sottocoro, una nel soffitto.

## Interno
Aula rettangolare con due altari minori addossati alle pareti laterali. Nel 1854 le superfici interne furono decorate con affreschi sulla volta e tre quadroni con scene di vita di Santa Teresa, realizzati dal pittore don Gaetano Di Stefano, sacerdote di Chiaramonte Gulfi. Dipinti arricchiti da cornici e stucchi settecenteschi di Pietro Cultraro. Nella seconda metà del settecento furono realizzati i tre altari lignei, successivamente indorati.
Il pavimento della navata, datato 1756, è opera della famiglia Lupo ed è costituito da lastre in pietra bianca di Comiso e pietra pece nera di Ragusa. Per le sue forme geometriche è una delle più interessanti pavimentazioni della provincia, tra i più belli dell'area iblea per il disegno composto da forme romboidali ed intrecci mistilinei. La piastrellatura dell'abside risale al 1761 ed è costituita da manufatti di provenienza campana, le celeberrime maioliche di Vietri.

## Navata destra
Sull'altare destro costituito colonne scanalate con fusto inferiore arabescato, sormontate da capitelli corinzi, è collocata una tela raffigurante la Madonna in trono ritratta tra San Simone Stock e Santa Chiara, opera di Ludovico Suirech del 1761. La trabeazione superiore si fonde con l'articolato cornicione caratterizzato da elementi aggettanti.

## Navata sinistra
L'architettura dell'altare sinistro ricalca lo stile del manufatto frontale. l'ambiente è dedicato al Santissimo Crocifisso, alla parete è collocato il Crocifisso, la cui statua è settecentesca mentre le cornici lignee a motivi floreali - di stile barocco con richiami rococò - risalgono ad un periodo successivo.

## Presbiterio
L'architettura concava è costituita da una coppia esterna di colonne di stile simile agli altari laterali, una coppia interna con ghirlanda fitomorfe con sviluppo elicoidale nella parte superiore del fusto. Nello spazio fra colonne a destra e sinistra sono collocate due statue che raffigurano rispettivamente Sant'Agnese e Santa Luciat, entrambe sovrastate da angeli reggicorona.
Sulle larghe nervature della volta sono raffigurati i busti di quattro sante carmelitane, al centro dell'arcata una raggiera a sua volta sormontata dal cartiglio sorretto da putti recante l'iscrizione "BEATI SVNT QVI TE VIDERVNT, IN AMICITIA TVA DECORATI SVNT". Al centro, in alto, la tela raffigurante la Natività, opera attribuita al pittore romano Lorenzo Rota.
L'altare centrale presenta degli specchi inseriti all'interno di cornici dette plance. Sulla parte alta di esso è collocata un'opera realizzata da Don Filippo Fangelli nel 1667 che ha, per soggetto Santa Teresa. Sul lato sinistro della zona absidale sono documentate tre finestrelle, oggi murate. le tre aperture permettevano un collegamento tra la chiesa e il monastero, una decorata da una colomba con un ramoscello d'ulivo permetteva la confessione delle religiose, quella decorata da un agnellino era dedicata alla comunione. Sul lato diametralmente opposto, comunicante con l'esterno, era collocata la ruota degli esposti, all'interno della quale erano deposti i neonati affidati alle cure amorevoli delle religiose.

## Convento
- Prima del terremoto del 1693: convento delle Carmelitane Scalze fondato nel 1660. Nel 1673 alla comunità religiosa fu estesa la clausura.

- Dopo il terremoto del 1693: a partire dal 1770 si ricostruì il monastero con sviluppo rettangolare.